# Kulturhuset Pavillonen
Kulturhuset Pavillonen er et kulturcenter i Grenaa, som er bygget i 1902 og fungerer i dag som et kulturelt samlingssted på Djursland. Pavillonen, der er beliggende på Kærvej 11, har i dag mange forskellige arrangementer, som blandt andet teater, musical, stand-up-comedy og koncerter. Den har kapacitet til maks. 1.200 publikummer.